# Shinji Ono
Pour les articles homonymes, voir Ono.
Shinji Ono (小野 伸二, Ono Shinji), né le 27 septembre 1979 à Numazu, est un footballeur international japonais.

## Biographie
Autrefois considéré comme le meilleur joueur japonais avec Hidetoshi Nakata, Shinji Ono connaît un début de carrière fulgurant. Évoluant au poste de milieu de terrain offensif, ce fin technicien s'impose dès ses 18 ans comme un titulaire indiscutable des Urawa Red Diamonds, l'un des clubs majeurs de la J-League.
Quasiment dans la foulée, Ono est intégré à l'équipe nationale japonaise, et part disputer la Coupe du monde 1998 en France. L'année suivante, il atteint avec le Japon la finale du championnat du monde junior.
Très sollicité après quatre saisons avec Urawa, Shinji Ono cède en 2001 aux sirènes européennes et part rejoindre les Néerlandais du Feyenoord Rotterdam. Pour sa première année, il participe activement à la victoire de son club en Coupe UEFA et réalise une bonne Coupe du monde 2002 à domicile.
Après deux saisons perturbées par des blessures à répétition, Ono arrive à récupérer une place essentielle au sein de l'effectif du Feyenoord mais ne retrouvant pas son meilleur niveau, il décide de retourner au Urawa Red Diamonds en 2006, son club formateur.
Il signe en janvier 2008 pour le club allemand du VfL Bochum. Le 18 avril 2009, lors de la 28e journée de Bundesliga, Shinji Ono se déchire le ligament interne du genou droit, synonyme de fin de saison 2008-2009 pour le Japonais.
Le 9 janvier 2010, il retourne au pays et s'engage en faveur du Shimizu S-Pulse.
Fin septembre 2012, il signe en faveur du club australien du Western Sydney Wanderers. En mai 2014, Ono quitte Western Sydney après une saison où il aura marqué 3 buts en 30 matchs.
En décembre 2023, il annonce sa retraite sportive à l'âge de 44 ans.

## Palmarès

### En sélection
- Finaliste de la Coupe du monde des moins de 20 ans en 1999 avec le Japon
- Vainqueur de la Coupe d'Asie des nations en 2000 avec le Japon
- Finaliste de la Coupe des confédérations en 2001 avec le Japon
- 57 sélections et 6 buts en équipe du Japon entre 1998 et 2008

### En club

#### Feyenoord Rotterdam
- Vainqueur de la Coupe de l'UEFA en 2002
- Finaliste de la Coupe des Pays-Bas en 2003
- Finaliste de la Supercoupe de l'UEFA en 2002

#### Urawa Red Diamonds
- Vainqueur de la Ligue des champions de l'AFC en 2007
- Champion du Japon en 2006
- Vainqueur de la Coupe du Japon en 2006
- Vainqueur de la Supercoupe du Japon en 2006

#### Shimizu S-Pulse
- Finaliste de la Coupe du Japon en 2010